# Військова психологія
Військова психологія — прикладна галузь психології, що досліджує психологічні проблеми виникаючі в процесі підготовки військовослужбовців і ведення війни; яка вивчає закономірності й механізми функціонування психіки людини, зумовлені її залученістю до військової діяльності, а також психологічні закономірності становлення конкретних видів військової діяльності. Як окрема дисципліна військова психологія з'явилась на початку ХХ століття.
Військова психологія розвивається у чотирьох напрямках:
- психологія особистості військового;
- психологія групи і міжособистісних стосунків в армії;
- психологія військової діяльності в мирний час;
- психологія війни і бою.

## Роль і завдання
Військова психологія вирішує низку дослідницьких завдань:
- психологія керування боєм;
- розробка методів психологічної війни;
- морально-психологічне забезпечення військової діяльності;
- дослідження особливостей мислення командирів різного рівня;
- дослідження поведінки людини в особливих умовах (в літаку, в підводному човні, вночі тощо);
- дослідження військових конфліктів;
- військова психотерапія.

## Історія
Після Другої світової війни 1945 р. дослідження з військової психології різко зросли, особливо в США.
Координація й уніфікація досліджень з військової психології з'явилася в рамках блоку НАТО.